# Einstreifengrasmaus
Die Einstreifengrasmaus (Lemniscomys rosalia) ist ein Nagetier in der Gattung der Streifengrasmäuse, das im Osten und Süden Afrikas vorkommt.

## Merkmale
Die Art ist mit einer Kopf-Rumpf-Länge von 85 bis 168 mm, einer Schwanzlänge von 81 bis 147 mm und einem Gewicht von 19 bis 74 g ein mittelgroßer Vertreter ihrer Gattung. Sie hat 24 bis 30 mm lange Hinterfüße und 8 bis 16 mm lange Ohren. Die Haare der Oberseite sind an der Basis grau sowie im mittleren Bereich und an den Spitzen orangebraun oder braun, was ein gesprenkeltes orangebraunes Aussehen erzeugt. Der namensgebende schwarze Aalstrich reicht vom Nacken bis zum Schwanzansatz. An den Seiten ist das Fell gewöhnlich etwas heller. Die Unterseite ist mit weißlichem Fell bedeckt. Der Kopf ist durch gelbe Ringe um die Augen, helle ockerfarbene Ohren und durch lange Vibrissen gekennzeichnet. Exemplare die in trockenen Gebieten leben sind allgemein heller als Individuen in feuchten Landschaften. Der Schwanz der Einstreifengrasmaus ist unterseits heller als die Oberseite. An den vorderen Pfoten sind die ersten sowie fünften Zehen nur kurze Stümpfe und nicht funktionstüchtig. Auch die ersten und fünften Zehen an den Hinterfüßen sind kurz. Stattdessen sind die mittleren drei Zehen langgestreckt.

## Verbreitung
Die bekannten nördlichsten Bereiche des Verbreitungsgebiets liegen im Südosten Kenias sowie im Nordwesten Tansanias. Die Einstreifengrasmaus wurde weiterhin in Sambia, Malawi, Süd-Angola, Nord-Namibia, Mosambik, im Norden Botswanas, in Eswatini und im Osten Südafrikas dokumentiert. Sie lebt vorwiegend im Flachland und in Gebieten bis 1000 Meter Höhe. Selten erreicht sie 1200 Meter Höhe.
Die Einstreifengrasmaus bewohnt Savannen mit hohem Gras und meidet Wälder sowie höher gelegene Gebirgswiesen. Sie verlässt ein bestimmtes Gebiet nach Bränden und siedelt sich wieder an, wenn sich eine neue Grasdecke gebildet hat. Die Art kann sich an Landwirtschaftsgebiete anpassen und ist dort meist auf zeitweise stillgelegten Feldern zu finden.

## Lebensweise
Die dämmerungsaktiven Exemplare bewegen sich auf dem Boden und bauen ein Nest aus Gras, das dicht über dem Grund und oft neben einem Grasballen platziert wird. Sie ernähren sich hauptsächlich von grünen Pflanzenteilen, die mit Pflanzensamen komplettiert werden. Die Individuen scheinen voneinander abgegrenzte Reviere zu besitzen, die sich nicht überlappen. In Gefangenschaft gehaltene Einstreifengrasmäuse entwickelten ein aggressives Verhalten. Andererseits ist eine Familie aus zwei Männchen und einem Weibchen dokumentiert, die sich bei der Aufzucht der Nachkommen unterstützten.
Die Wurfgröße nach einer Trächtigkeit von etwa 24 Tagen liegt zwischen 2 und 11 Nachkommen. Diese wiegen bei Geburt durchschnittlich 2,6 g und sie werden meist 20 Tage gesäugt. Nur wenige Exemplare werden älter als ein Jahr alt. Oft fällt die Einstreifengrasmaus Beutegreifern zum Opfer, wie dem Gleitaar oder der Schleiereule.

## Bedrohung
Für den Bestand sind keine Bedrohungen bekannt und die Gesamtpopulation gilt als stabil. Die Einstreifengrasmaus wird von der IUCN als „nicht gefährdet“ (least concern) geführt.